# ミヌシンスク盆地
ミヌシンスク盆地（ミヌシンスクぼんち、ロシア語: Минусинская котловина）は、ロシア連邦・シベリア南部、エニセイ川上流部にある盆地。川をはさんで東のクラスノヤルスク地方と西のハカス共和国にまたがり、径200キロメートルほどある。
北はクズネツク・アラタウ山脈、西はアバカン山脈、南・東は東西サヤン山脈に囲まれる。高度は200-700mほどで、平野に丘陵が散在している。主な都市としては、最大の都市アバカン（ハカス共和国首都）と、その東にエニセイ川をはさんで隣接するミヌシンスク（クラスノヤルスク地方）がある。
多数の湖があり、中には塩水湖もある。エニセイ川にアバカン川、オヤ川（Oja）、トゥバ川などの支流が合流する。シベリアの中では比較的暮らしやすい気候で、農牧業が盛ん。また石炭の生産もある（ミヌシンスク炭田）。
新石器時代から鉄器時代にかけオクネフ文化、アファナシェヴォ文化、アンドロノヴォ文化やタガール文化（ミヌシンスク・クルガン文化）など様々な先史文化が栄え、遺跡が多数ある。
先住民はテュルク系の遊牧民族ハカス人（アルタイ人のひとつ）で、古くはエニセイキルギス人または南サモイェード人（ウラル語族）などが住んでいた。18世紀からロシア人が入植した。